# 가면 라이더 - 파이즈 파라다이스 로스트
가면 라이더 - 파이즈 파라다이스 로스트(劇場版 仮面ライダー555 パラダイス・ロスト, Kamen Rider 555 Paradise Lost)는 일본에서 제작된 타자키 류타 감독의 2003년 영화이다. 한다 켄토 등이 주연으로 출연하였다.

## 출연

### 주연
- 한다 켄토
- 하가 유리아
- 이즈미 마사유키

### 조연
- 미조로기 켄
- 무라카미 코헤이
- 가자 레이라니
- 카라하시 미츠루
- 무라이 카츠유키
- 쿠리하라 히토미
- 하윤동
- 쿠로카와 메이
- 하야미 모코미치
- 오오타카 히로오

## 제작진
- 원작자: 이시노모리 쇼타로
- 미술: 오시마 슈이치
- 특수촬영: 부츠다 히로시
- 무술감독: 미야자키 타케시